# Rovarriasztók

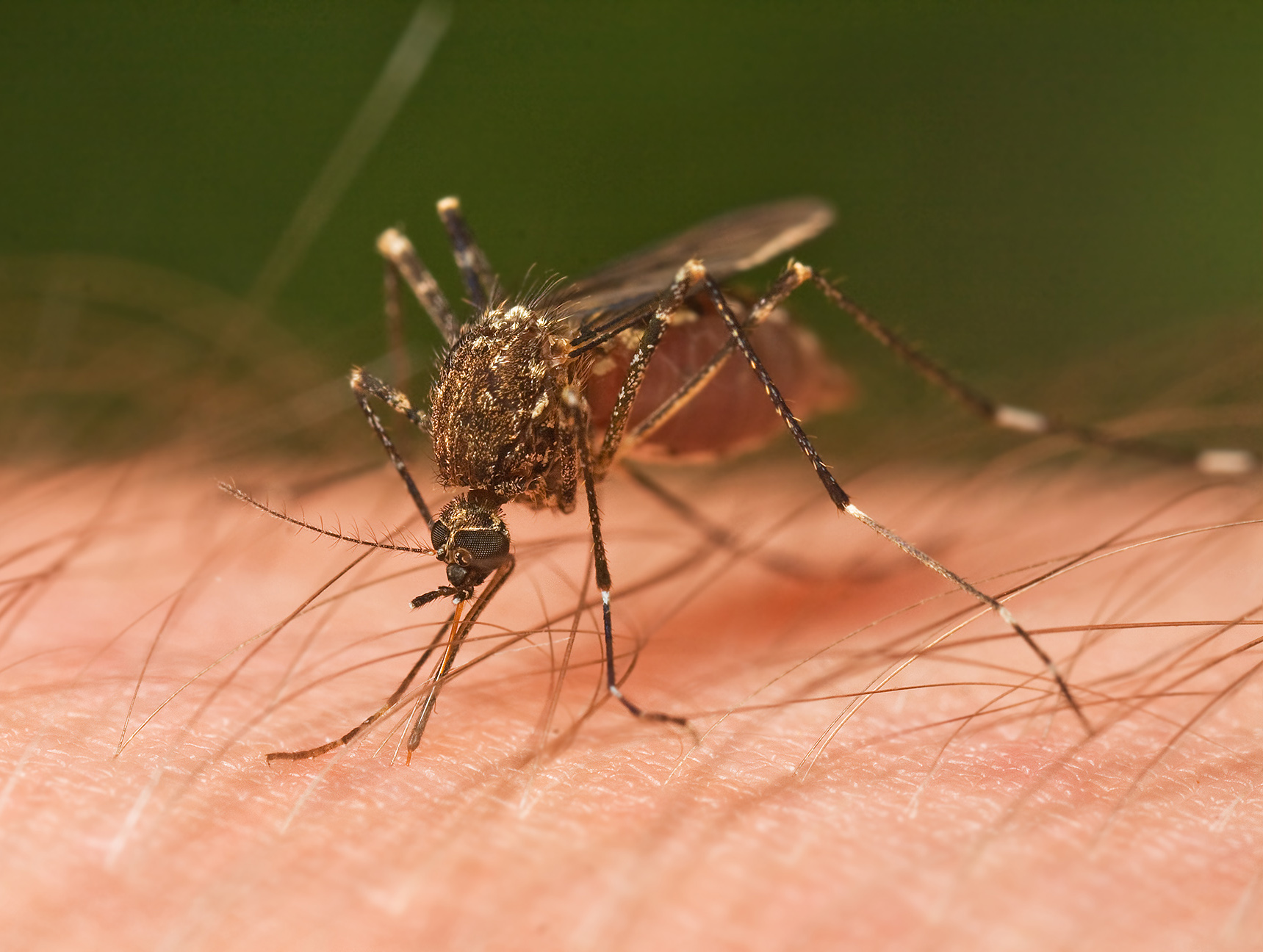
Ochlerotatus notoscriptus szúnyog, vérszívás közben

A rovarriasztó, repellens (latin: elriasztó, távol tartó, pl.: rovart) olyan anyag, fizikai eljárás, amely elriasztja, távol tartja a rovarokat az ember bőrétől, ruházatától, lakóhelyétől vagy az állatok kültakarójától, környezetétől, élőhelyétől. Repellens hatás alatt bizonyos hatóanyagok kullancsokra és rovarokra kifejtett távol tartó hatását értjük, ami megakadályozza a paraziták megtapadását, szúrását vagy vérszívását a kezelt emberen, állaton. Fertőzött rovarok csípése betegség terjedésének forrása lehet.
Elengedhetetlen fontosságú annak ismerete, hogy melyik rovarriasztó termékek kiszámíthatók és tartós védelmet nyújtanak. Közel 100%-os védelem érhető el, ha hosszabb hatástartamú rovarűző szereket célszerű használunk, kombinálva permetrinnel kezelt ruházattal. A leggyakoribb szúnyog által terjesztett betegségek a trópusi és szubtrópusi éghajlaton a következők: malária, dengue-láz, sárgaláz, filariázis, vírusos agyvelőgyulladás (pl. japán encephalitis, venezuelai ló-encephalitis), Rift-völgyi láz, nyugat-nílusi láz, Chikungunya-láz, és Sindbis-láz. Megjegyzés: a szúnyogok nem továbbítják a HIV vírust. Ugyanolyan személyi védelmi intézkedéseket kell foganatosítani kullancsok és csípős rovarok, legyek esetében, mint a szúnyogoknál, mert ezek az élősködők is továbbítja a Lyme-kórt, kullancsencephalitist, visszatérő lázt, tífuszt, leishmaniasist, onchocerciasist, trypanosomiasist, és számos más trópusi és fertőző betegségeket.

## Szintetikus szerek

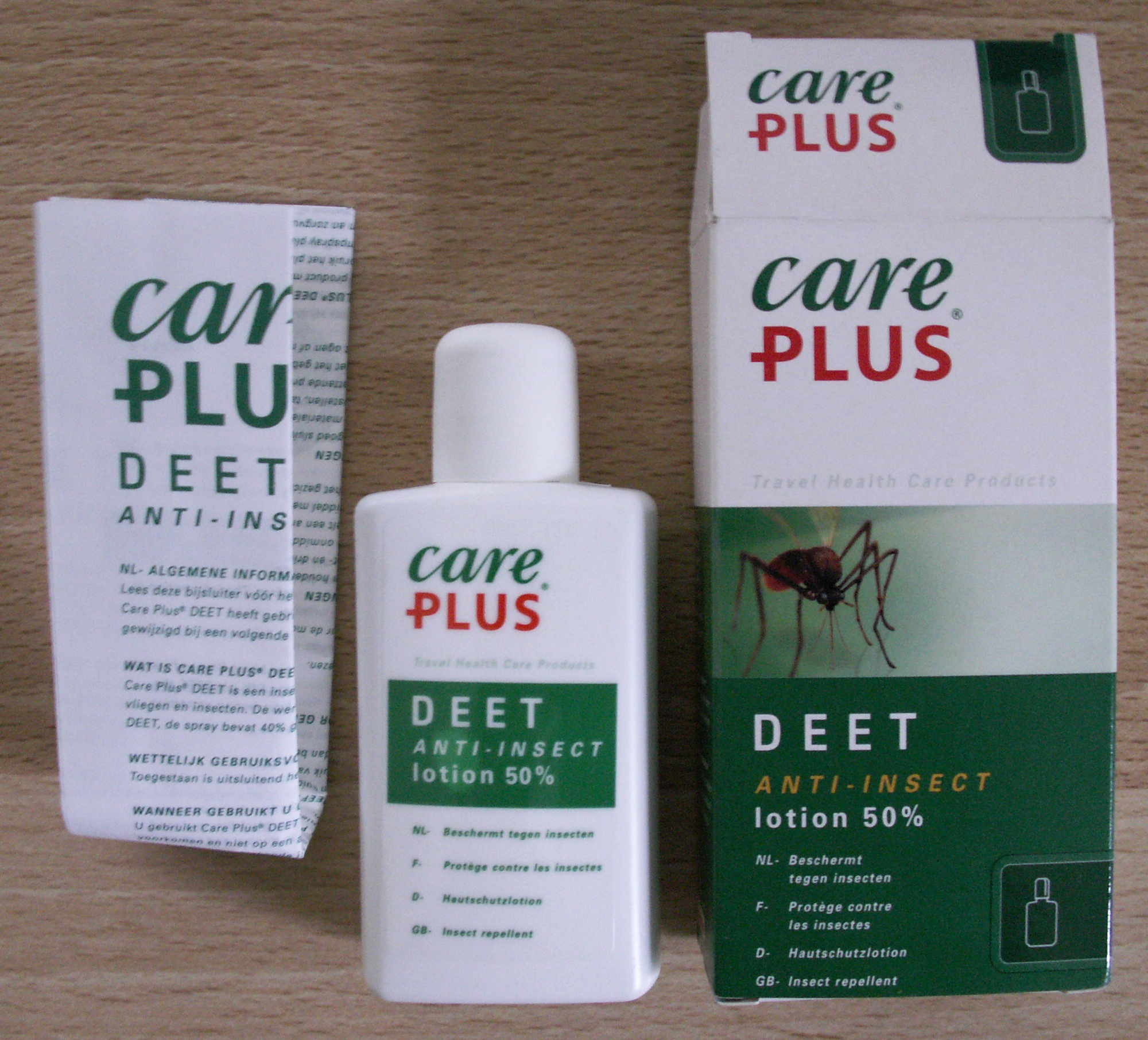
DEET termékek

A DEET szerkezeti képlete

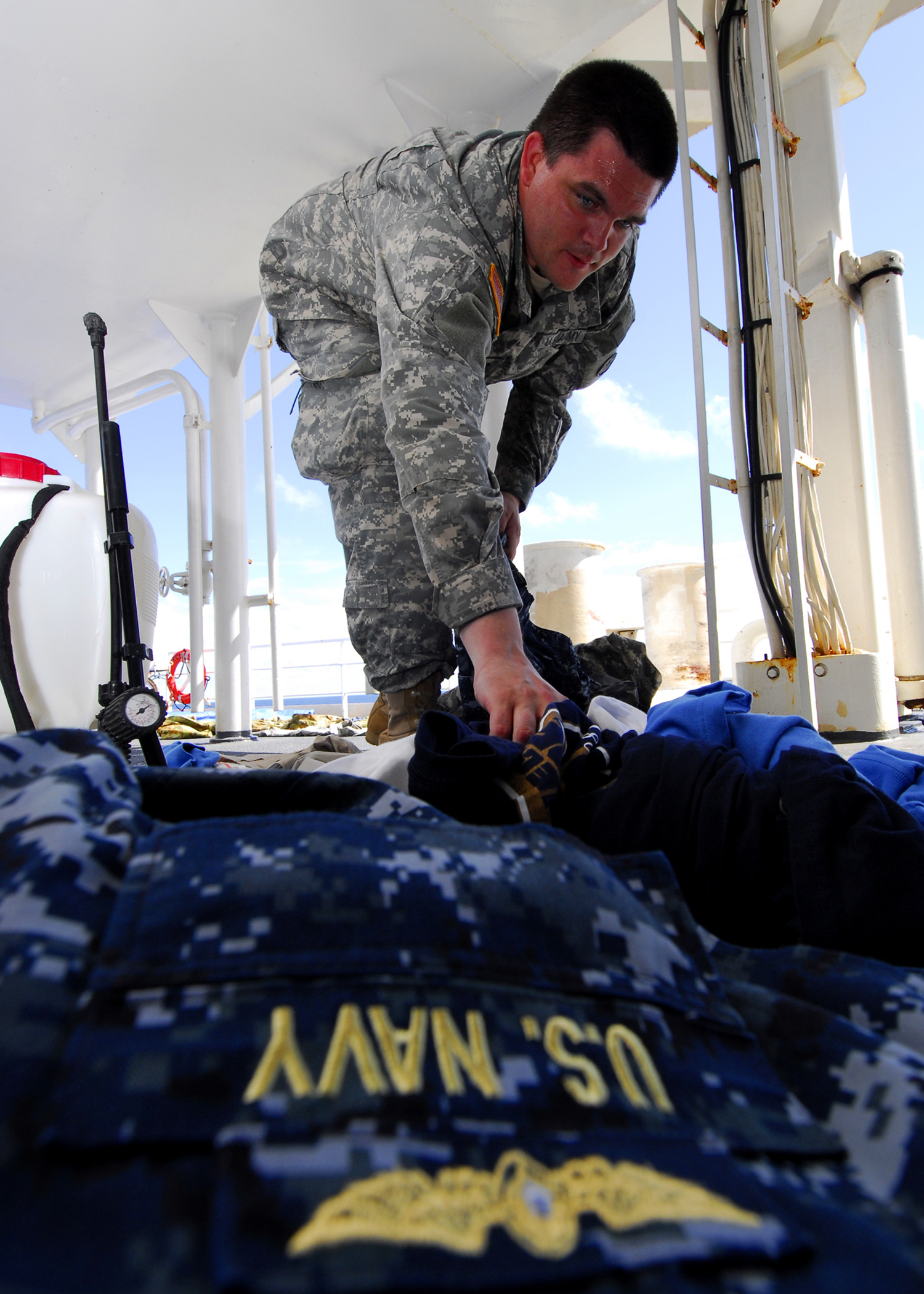
James Wood amerikai tengerészgyalogos szakember permetrinnel kezel katonai egyenruhákat egy jáva-tengeri küldetés során

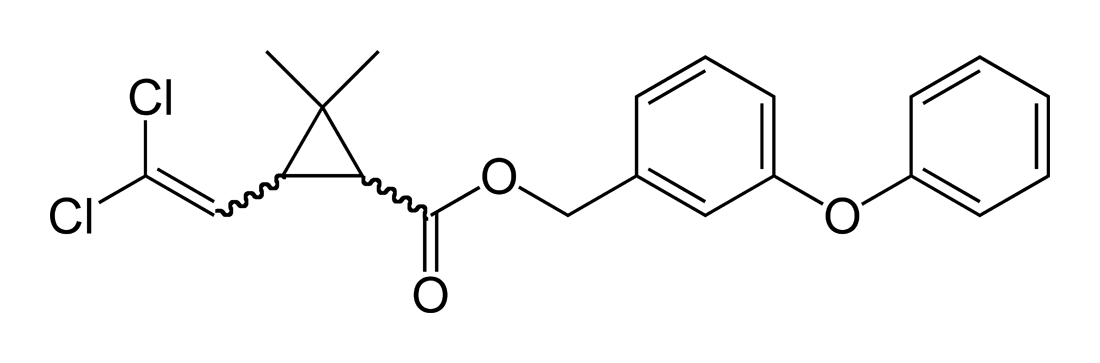
Egy gyakran használt szintetikus rovarölő szer, a Permetrin

### Dietil-toluamid (DEET)
A dietil-toluamid (DEET) 5-, 15-, 35%-os az egyik leghatékonyabb rovarirtó. A magasabb (100%-os) koncentrációjú készítmények a rovarok elleni védelem idejét akár 12 órára is növelhetik, de ezzel együtt nőnek az egészségügyi kockázatok is. A szer a megengedettnél nagyobb mennyiségben károsítja az emlősök idegrendszerét is. Emiatt az Európai Unióban legfeljebb 35%-os oldata kerülhet kereskedelmi forgalomba. Használata gyerekeknél nem is ajánlott. Főleg akkor használjuk, ha trópusi országokban járunk; Európában vannak kevésbé mérgező alternatívák. 
Az aeroszol palackkal a műanyagot nem tartalmazó ruházat is kezelhető.

### Pikaridin
A pikaridint 1990-ben találták fel, és számos tekintetben jobb választás a DEET-nél (szagtalan, fénystabil, nem károsítja a műanyagokat, kisebb az egészségkárosító hatása). Hatékonysága eltérő az egyes szúnyogfajok esetén. A termékfogyasztói tesztek szerint egy nagyon hatékony rovarriasztó és -ölő szer. Olyan termékekben lehet megvásárolni, mint Raid készülék és NATRAPEL spray

### Etil-butil-acetil-aminopropionát, (IR3535)
Szerkezetileg azonos a béta-alanin aminosavval. 
A szemet irritálhatja, a műanyagot károsíthatja.

## Növényi eredetű, természetes szerek

### PMD
A legtöbb természetes rovarriasztó elmaradhatatlan összetevője a p-menthán-3,8-diol (PMD).
A citromillatú eukaliptuszból (Eucalyptus citriodosa) vonják ki.
Rövidebb ideig tart a rovarriasztó hatása, mint a szintetikus szereknek, pl. a DEET-nek. Allergén hatású lehet, ezért 3 év alatti gyerekek számára nem ajánlott.

### Növények, illóolajok
Természetes szerekről van szó, de allergén hatású összetevőket (pl.: geraniol, citronellol, limonene, linalool) tartalmaznak (ezek feltüntetése a termékeken az EU-ban kötelező), és kisebb a hatékonyságuk, mint a vegyszereké. A háztartási cikkek vegyi anyag tartalmának vizsgálatával foglalkozó Environmental Working Group (EWG) fogyasztóvédelmi szervezet nem ajánlja a használatukat. 

#### Szúnyogriasztók
A babér, levendula, menta, fokhagyma, körömvirág, bazsalikom, oregánó, szivarfa és a citromfű is. Ha körbe vesszük magunkat ezekkel az illatos fűszernövényekkel, megbízható bástyát építhetünk magunk köré akár a kertben, akár az ablakokba, vagy az ajtó közelébe helyezve.

#### Bolhariasztók
A bolhák remekül elűzhetők fokhagymával. Természetes rovarirtó illóolajok: eukaliptusz, citromfű, levendula, amelyek riasztják és ölik a bolhákat.

#### Légyriasztók
A legyek nem kedvelik a levendula-, eukaliptusz- és cédrusillatot.

### Biotermékek
Több olyan természetes összetevőket tartalmazó termék van, amely használható erre a célra. Például: Bugslock szúnyog és kullancsriasztó karkötő, Sio Natural Szúnyogriasztó Spray, Aromax Szúnyog- és kullancsriasztó pumpás aeroszol, Galaktiv bio termékcsalád, Protect Natural, Vape Derm Natural, Kids, Derm&Dress, Zero, Sport Aerosol.

## Fizikai eljárások

### Ultrahangos rovarriasztók
A Cochrane Systematic Review áttekintése nem talált semmilyen bizonyítékot az elektronikus szúnyogriasztókkal (EMRs) kapcsolatban arra, hogy hatékonyan működnének. A kutatók ezért azt mondják, hogy nincs ok azok használatára, és nincs ok újabb kutatást végezni.

## Rovarriasztó hatás mérése
Az ilyen termékek hatását fogyasztóvédelmi egyesületek által végzett tesztekkel mérik.A Tudatos Vásárlók Egyesülete 21 terméket vizsgált, és arra a következtetésre jutott, hogy „nem volt összefüggés az ár és a hatóanyag egészségre gyakorolt hatása között, vagyis alacsony és közepes árkategóriában is találunk ajánlható szúnyogriasztót, de a drágábbak között is van kerülendő termék.”

## Toxicitás
A mérgező hatás a nagyobb hatóanyagtartalom miatt elsősorban a rovarölő szereknél jelentkezik, amelyek a méheket és a vízi élőlényeket erősen mérgezik, az embernél főleg bőr- és szemirritációt okoznak. Ilyen szerek a d-fenotrin (fenotrin, sumitrin), pralletrin, piperonil-butoxid.